# Meisa Kuroki
Meisa Kuroki (黒木メイサ?, Kuroki Meisa; Okinawa, 28 maggio 1988) è un'attrice e cantante giapponese.

## Biografia
Nata ad Okinawa, da madre nipponica e da padre nippo-brasiliano, Meisa Kuroki debuttò come attrice teatrale nel 2004, all'età di sedici anni, con la compagnia Kitaku Tsukakouhei. Nello stesso anno debuttò come modella, posando per la rivista JJ e firmando un contratto con l'agenzia Sweet Power, e fu nel cast della serie televisiva Medaka.
Nel 2005 recitò nel film drammatico Who's Camus Anyway e in Under the Same Moon, diretto da Kenta Fukasaku. Nel 2006 ebbe il ruolo di co-protagonista nel J-Horror The Call: Final. L'anno successivo fu la doppiatrice della protagonista del film d'animazione cel-shaded Vexille, e fu diretta da Takashi Miike in Crows Zero, per il quale curò la colonna sonora cantando alcune canzoni del film con lo pseudonimo Ruka, ovvero il nome del personaggio interpretato.
Nel luglio 2008 girò uno spot pubblicitario per un telefono cellulare della Toshiba e cantò anche la canzone che accompagnava lo spot, intitolata Like This. Successivamente firmò un contratto per la Sony Music, che fece uscire il singolo Like This nel giugno 2008, in digitale. L'8 aprile 2009 la Kuroki incise il suo primo mini album, intitolato hellcat, seguito il 22 luglio dal singolo SHOCK-Unmei. 
Attualmente in Giappone è testimonial del marchio Giorgio Armani.
Dal febbraio 2012 è sposata con Jin Akanishi, ex-cantante dei KAT-TUN ed attore di dorama.

## Filmografia

### Cinema
- Kamyu nante shiranai, regia di Mitsuo Yanagimachi (2005)
- Onaji tsuki wo miteiru, regia di Kenta Fukasaku (2005)
- The Call: Final (Chakushin ari: Final), regia di Manabu Asou (2006)
- Tada, kimi wo aishiteru, regia di Takehiko Shinjō (2006)
- Taitei no ken, regia di Yukihiko Tsutsumi (2007)
- Vexille (Bekushiru: 2077 Nihon sakoku), regia di Fumihiko Sori (2007) - voce
- Crows Zero (Kurōzu zero), regia di Takashi Miike (2007)
- Crows Zero II (Kurōzu Zero 2), regia di Takashi Miike (2009)
- Dance Subaru, regia di Chi-Ngai Lee (2009)
- Assault Girls (Asaruto gâruzu), regia di Mamoru Oshii (2009)
- Yajima Biyôshitsu the movie: Yume o tsukama Nebada, regia di Shinya Nakajima (2010)
- Space Battleship Yamato (Supēsu Batorushippu Yamato), regia di Takashi Yamazaki (2010)
- Andarushia: Megami no houfuku, regia di Hiroshi Nishitani (2011)
- Kirin no tsubasa: Gekijouban Shinzanmono, regia di Nobuhiro Doi (2011)
- Ninkyô Helper, regia di Hiroshi Nishitani (2012)
- Lupin III - Il film (Rupan Sansei), regia di Ryūhei Kitamura (2014)
- Fist & Faith, regia di Zhuoyuan Jiang (2017)

### Televisione
- Medaka – serie TV, (2004)
- Manhattan Diaries – serie TV, (2007)
- Haikei, Chichiue-sama – serie TV, (2007)
- Seito shokun! – serie TV, (2007)
- Byakkotai – miniserie TV, (2007)
- One Pound Gospel – serie TV, (2008)
- Tobira wa tozasareta mama – film TV, regia di Taishi Muramoto (2008)
- Kaze no gāden – serie TV, (2008)
- Dansou no reijin – film TV, regia di Meiji Fujita (2008)
- Shinzanmono – serie TV, (2010)
- Akai Yubi – serie TV, (2011)
- Ninkyo Helper SP – serie TV, (2011)
- Shiawase ni Narou yo – serie TV, (2011)
- Jiu – serie TV, (2011)
- Yae no Sakura – serie TV, (2013)
- TAKE FIVE – serie TV, (2013)

### Doppiaggio
- Vexille, regia di Fumihiko Sori (2007): Vexille Sierra
- Layton's Mystery Journey: Katrielle e il complotto dei milionari - videogioco, (2017): Rita Giusti
- Welcome to Demon School! Iruma-kun - serie TV, (2019): Moko Senpai

## Discografia

### EP
- 2009 - hellcat

### Singoli
- 2008 - Like This
- 2009 - SHOCK -Unmei-
- 2010 - LOL!